# 利雲特體育聯盟女子隊
利雲特體育聯盟女子隊（Club Atlético de Madrid Femenino ）簡稱利雲特女子隊，是一家西班牙女子足球球會，位於華倫西亞，是利雲特體育聯盟的女子部。球隊目前於西班牙女子甲組足球聯賽中角逐。

## 歷史
球隊在1993年成立，當時名為「聖維森特女子足球會」（San Vicente CFF）。球隊在首屆征戰頂級聯賽中便贏得冠軍，隨後於1998年被利雲特吞併。

## 榮譽
- 西班牙女子甲組足球聯賽 (4)
  - 1997,[a] 2001, 2002, 2008
- 西班牙女王盃（英语：Copa de la Reina de Fútbol） (6)
  - 2000,[1] 2001, 2002, 2004, 2005, 2007
- 西班牙女王超級盃（英语：Supercopa de España Femenina） (2)
  - 1997, 2000

1. ↑  As San Vicente CFF.

## 外部連結
- 官方網站 （页面存档备份，存于）
- soccerway.com （页面存档备份，存于）